# NGC 4477
NGC 4477 (các định danh khác là CGCG 70-129, IRAS 12275+1354, MCG 2-32-97, PGC 41260, UGC 7638, VCC 1253) là tên của một thiên hà hình hạt đậu có thanh chắn thiên hà nằm trong chòm sao Hậu Phát. Khoảng cách của nó với Trái Đất là khoảng xấp xỉ 55 triệu năm ánh sáng, kích thước biểu kiến của nó ước chừng là 69340 năm ánh sáng. NGC 4477 được phân loại là một thiên hà Seyfert loại 2. Vào ngày 8 tháng 4 năm 1784, nhà thiên văn học người Anh gốc Đức William Herschel đã phát hiện ra thiên hà này. Thiên hà NGC 4477 là thành viên trong chuỗi Markarian, chuỗi này là một phần của cụm Xử Nữ.

## Đặc tính
NGC 4477 được quan sát là có một thanh chắn được nhìn thấy rất rõ. Nhưng nó bị bao phủ lại, giống như là bên trong một khối cầu. Các cạnh của nó thì khá sắc nét, gần cái vành thì các vật chất của nó có nhiều hơn nên có thể xem nó giống như một cấu trúc đai. Bao quanh cấu trúc đai này là hai hình cung rộng, hỗn tạp, tràn lan và không hoàn hảo tạo thành khung thiên hà xung quanh thanh chắn. Trong NGC 4477, các nhà nghiên cứu cho rằng thiên hà này có hình thái đai kép phát triển mạnh, cũng như các tính chắt đai của cả hai vòng đều không còn nữa.

## Dữ liệu hiện tại
Theo như quan sát, đây là thiên hà nằm trong chòm sao Hậu phát và dưới đây là một số dữ liệu khác:
Xích kinh 12h 30m 02.2s
Độ nghiêng 13° 38′ 12″
Giá trị dịch chuyển đỏ 0.004463/1338 km/s
Cấp sao biểu kiến 11.38
Kích thước biểu kiến 3.8 x 3.5
Loại thiên hà SB0(s) 

## Bộ sưu tập

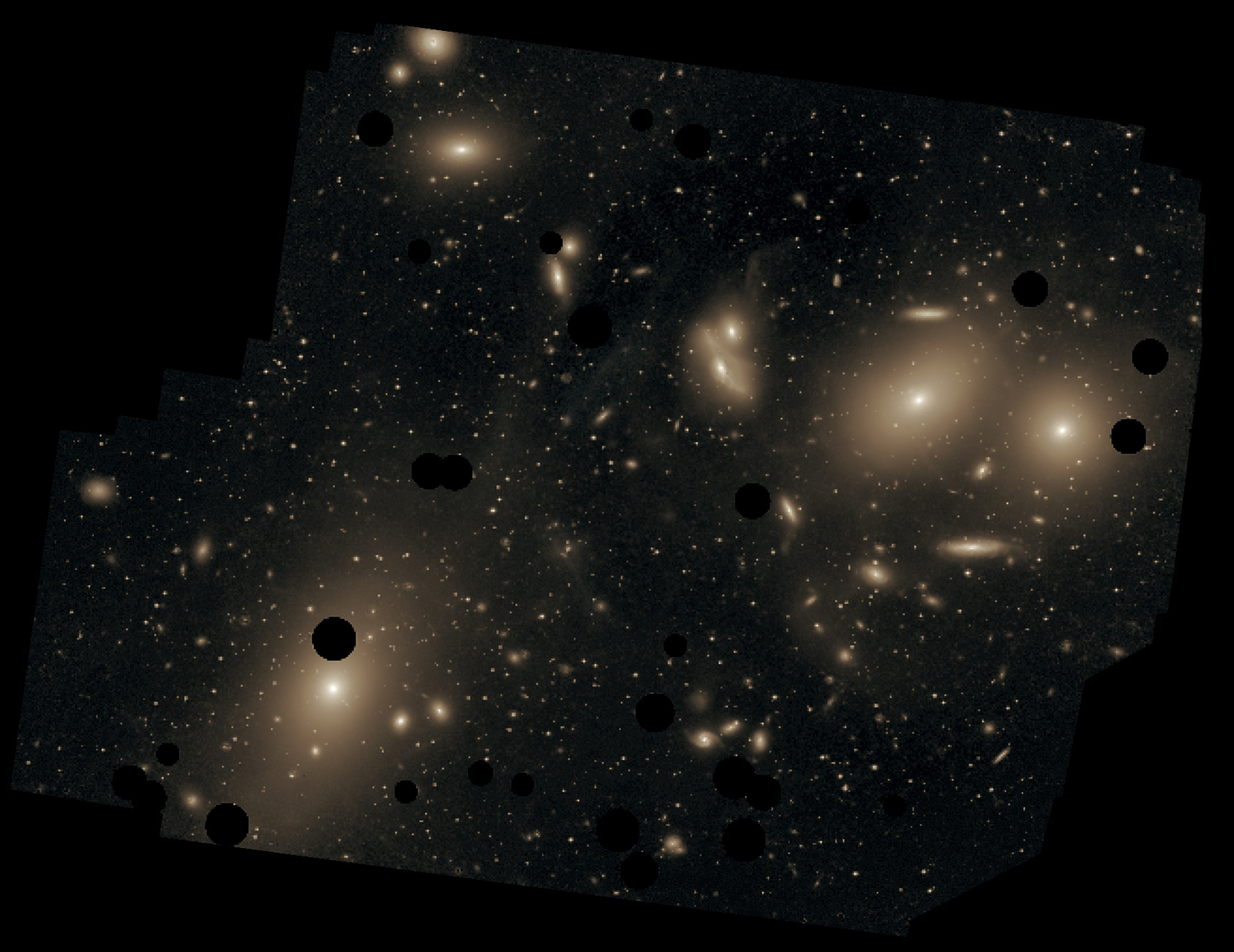
Hình ảnh khu vực trung tâm của Cụm Xử Nữ. NGC 4477 nằm ở rìa của phần trung tâm phía trên bên trái của hình ảnh.
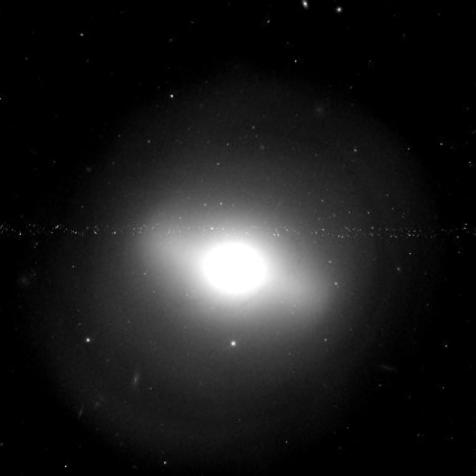
Hình ảnh vùng trung tâm của NGC 4477 nhìn qua kính viễn vọng Hubble.